# Arturo Magagnini
Arturo Magagnini – włoski strzelec, medalista mistrzostw świata.
Magagnini zdobył w swojej karierze jeden medal mistrzostw świata. Na mistrzostwach świata w 1898 roku został drużynowym wicemistrzem globu w strzelaniu z karabinu dowolnego w trzech pozycjach z 300 metrów. Nie wystąpił nigdy na igrzyskach olimpijskich.
Magagnini był pierwszą osobą, która zainicjowała pomysł utworzenia Włoskiego Związku Strzeleckiego, co miało mieć miejsce w Turynie w 1892 roku. W 1906 roku był w składzie strzeleckiej drużyny sędziowskiej podczas Olimpiady Letniej 1906.

## Medale mistrzostw świata
Opracowano na podstawie materiałów źródłowych:
| Mistrzostwa | Konkurencja                                     | Wynik                    | Miejsce |
| ----------- | ----------------------------------------------- | ------------------------ | ------- |
| Turyn 1898  | Karabin dowolny, trzy pozycje, 300 m, drużynowo | 4325 punktów (drużynowo) | 2       |